# Altmühl
Altmühl er en flod  i Bayern i Tyskland og en af Donaus bifloder fra venstre. Den er omkring 220 km lang. 
Altmühl har sit udspring nær byen Ansbach nordøst for Rothenburg ob der Tauber. Herfra løber floden mod sydøst som en lille flod og løber ud i Altmühlsee nord for Gunzenhausen. Efter Gunzenhausen tager floden et stort sving rundt Fränkische Alb, og går herfra ind i Altmühldalen Naturpark.
Altmühl løber blandt andet gennem byerne Treuchtlingen, Eichstätt og Beilngries. Efter Dietfurt er flodlejet rettet ud og er en del af Main-Donau-Kanalen, som forbinder floderne Main og Donau.
Altmühl munder ud i Donau i Kelheim.

## Bifloder
- Sulz
- Schwarzach
- Weiße Laber
- Wieseth

## Byer ved floden
- Leutershausen
- Neunstetten
- Herrieden
- Ornbau
- Gunzenhausen
- Treuchtlingen
- Pappenheim
- Solnhofen
- Dollnstein
- Eichstätt
- Walting
- Inching
- Kipfenberg
- Kinding
- Beilngries
- Dietfurt an der Altmühl
- Riedenburg
- Kelheim
- Muhr am See